# Reintrodukcja

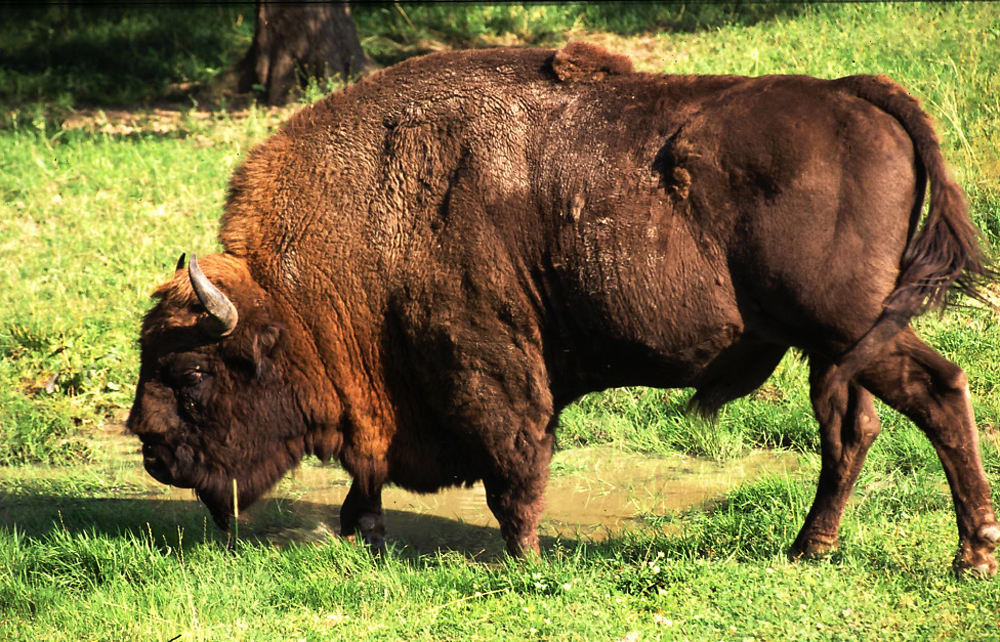
Reintrodukowany żubr w Białowieskim Parku Narodowym

Reintrodukcja – w biologii: ponowne wprowadzenie na stare miejsca bytowania rodzimych gatunków zwierząt i roślin, kiedyś tam żyjących, lecz wcześniej wytępionych. Reintrodukcja jest środkiem do restytucji gatunku, tj. odbudowania jego populacji.
Udanym przykładem może być reintrodukcja żubra, który do roku 1925 został niemal wytępiony (w Polsce ostatni żyjący na wolności żubr padł w roku 1919). Gatunek odratowano dzięki osobnikom zachowanym w ogrodach zoologicznych. Kolejnym przykładem reintrodukcji uwieńczonej sukcesem jest odtworzenie populacji sokoła wędrownego. Sokół wyginął w Polsce w latach sześćdziesiątych XX wieku. W ramach Programu Restytucji Populacji Sokoła Wędrownego w Polsce
sokolnicy rozpoczęli jego reintrodukcję w 1990 roku, a w efekcie od 1998 roku sokoły gniazdują w Polsce ponownie.
W ostatnich latach realizowany jest też program reintrodukcji susła moręgowanego (ze Słowacji i Węgier) w województwach opolskim oraz dolnośląskim.
Obecnie w Polsce realizowanych jest kilkanaście programów restytucji różnych gatunków zwierząt (w tym motyli, ryb, ptaków, ssaków, dropia) i roślin, w których wykorzystywana jest metoda reintrodukcji. Problemom reintrodukcji poświęcone są konferencje Instytutu Ochrony Przyrody PAN w Krakowie. Zajmuje się nimi również specjalna grupa robocza Międzynarodowej Unii Ochrony Przyrody (IUCN).